# Post-it

Il logo del marchio

Post-it è un marchio depositato e registrato dalla 3M, che indica dei foglietti di carta o di altri materiali la cui caratteristica principale è di avere sul retro una striscia adesiva.
Il marchio registrato Post-it è uno dei marchi che hanno subito il cosiddetto processo di volgarizzazione. Nel linguaggio comune è divenuto un termine generico per riferirsi all'intera categoria di prodotti anche se realizzati da altri produttori.

## Storia

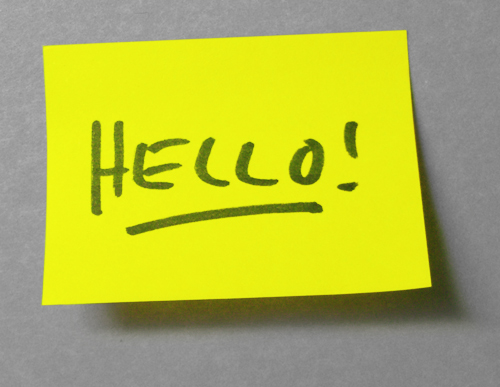
Esempio di Post-it che reca la scritta Hello!

L'adesivo originale usato nei Post-it® venne inventato nel 1968 dal ricercatore della 3M Spencer Silver. Silver sperimentava un nuovo adesivo potente, ma inizialmente non ne trovò alcun uso. Nel 1974 un suo collega, Arthur Fry, pensò di usare quell'adesivo per creare dei segnalibri, mentre guardava un innario in uso nel coro della sua chiesa. I primi prototipi di Post-it® furono disponibili dal 1977. Tra il 1980 e il 1981, il prodotto fu venduto in tutto il mondo.
Un'innovazione più recente è il software che riproduce in parte le caratteristiche dei Post-it®, tramite delle piccole finestre colorate sullo schermo del PC. La maggior parte degli attuali pacchetti software, commerciali o open source, limita l'aggiunta delle note virtuali a un punto del desktop.  Pochi pacchetti software consentono di condividere le note via Internet. Progetti come Project Looking Glass hanno aggiunto caratteristiche che raggiungono la versatilità dei Post-it materiali.

## Implementazioni software
Sono stati creati dei Post-it virtuali sotto forma di note desktop sia per Windows che per Mac OS. Le note virtuali simili ai Post-it sono presenti anche online tramite Evernote, Google keep o Microsoft OneNote.
Nel 1997, la 3M fece causa a Microsoft per violazione del marchio, poiché utilizzò il termine "Post-it" in un file di aiuto.

## Caratteristiche e utilizzo
I prodotti Post-it sono realizzati in varie forme (es.: quadrato, rettangolo, mela, foglia, ecc.), colori (giallo, arancione, fucsia,  verde, ecc.) e dimensioni, anche se il formato tipico è un quadrato giallo di 7,6 cm per lato. Sul retro è presente una striscia rettangolare di adesivo piuttosto debole, larga circa 1 cm e situata lungo uno dei lati, che permette di attaccarli e staccarli su varie superfici piane.
A metà degli anni ottanta fu lanciata una versione di blocchetti con le strisce adesive su lati alterni, che possono essere inseriti in un dispenser e staccati singolarmente in maniera analoga a quanto avviene con i fazzoletti di carta.